# دانييل كاستنر
دانييل كاستنر (بالألمانية: Daniel Kastner) (و. 1981  م) هو لاعب كرة قدم، من النمسا، يلعب كمهاجم.